# Tenis ziemny na Igrzyskach Śródziemnomorskich 2005
Tenis ziemny na Igrzyskach Śródziemnomorskich 2005 – turniej tenisowy, który był rozgrywany w dniach 27 czerwca–3 lipca 2005 roku podczas igrzysk śródziemnomorskich w Almeríi. Zawodnicy zmagali się na obiektach Almería Tennis Club. Tenisiści rywalizowali w czterech konkurencjach: singlu i deblu mężczyzn oraz kobiet.

## Medaliści
| Konkurencja             | Złoty medal                            | Srebrny medal                  | Brązowy medal                     |
| gra pojedyncza mężczyzn | Nicolás Almagro                        | Guillermo García-López         | Simone Bolelli                    |
| gra pojedyncza kobiet   | Laura Pous Tió                         | Nuria Llagostera Vives         | Matea Mežak                       |
| gra podwójna mężczyzn   | Nicolás Almagro Guillermo García-López | Al-Amin Wahhab Sulajman Sa’udi | Boštjan Ošabnik Grega Žemlja      |
| gra podwójna kobiet     | Nuria Llagostera Vives Laura Pous Tió  | Matea Mežak Ana Vrljić         | Stefania Chieppa Verdiana Verardi |

### Tabela medalowa
| Miejsce | Państwo   |   |   |   | Razem |
| ------- | --------- | - | - | - | ----- |
| 1       | Hiszpania | 4 | 2 | 0 | 6     |
| 2       | Chorwacja | 0 | 1 | 1 | 2     |
| 3       | Algieria  | 0 | 1 | 0 | 1     |
| 4       | Włochy    | 0 | 0 | 2 | 2     |
| 5       | Słowenia  | 0 | 0 | 1 | 1     |
|         | Razem     | 4 | 4 | 4 | 12    |